# Correspondant 17
Pour plus de détails, voir Fiche technique et Distribution.
Correspondant 17 (Foreign Correspondent) est un film d'espionnage américain réalisé par Alfred Hitchcock, sorti en 1940. C'est le deuxième film réalisé à Hollywood par Hitchcock après Rebecca.

## Synopsis
Peu avant la guerre, un journaliste américain, Jones, est choisi par son directeur pour aller en Europe s'informer sur la situation. Avant son départ, il fait la connaissance de Stephen Fisher, le dirigeant d'une organisation œuvrant pour la paix. À Londres, il fait la connaissance de sa fille, Carol Fisher et de Van Meer, un homme politique hollandais, signataire d'un traité d'alliance secret, que les nazis veulent connaître à tout prix.
Ceux-ci l'enlèvent et tuent un sosie à sa place aux Pays-Bas pour faire croire à sa mort. Poursuivant l'assassin, Jones et Carol Fisher découvrent que Van Meer est prisonnier.
Quittant les Pays-Bas, Jones et Carol retournent au Royaume-Uni. Dans la capitale, Carol lui présente son père, qui se révèle être en réalité un agent nazi. Stephen Fisher procure au journaliste un garde du corps, qui est en réalité chargé de l'abattre. Mais Jones s'en sort indemne et après de nombreuses péripéties retrouve Van Meer.
La guerre est déclarée entre-temps. Fisher réussit à prendre un avion à destination de l'Amérique du Nord. Jones se trouve dans le même avion. Attaqué par un navire allemand, l'avion s'écrase en haute mer. Les naufragés étant en surnombre sur un morceau d'avion servant de radeau, Fisher se sacrifie en se jetant dans l'océan. De retour à Londres, Jones parle à la radio, s'élevant avec véhémence contre les bombardements et la barbarie nazis, et appelle l'Amérique à fournir des armes à l'Angleterre.

## Fiche technique
- Titre original : Foreign Correspondent
- Titre français : Correspondant 17
- Titres français alternatifs[1] : Cet homme est un espion ; Correspondant étranger ; Correspondant pour l'étranger ; Le Moulin du silence
- Réalisation : Alfred Hitchcock
- Scénario : Charles Bennett et Joan Harrison
  - Ben Hecht et Richard Maibaum (non crédités)
- Dialogues : James Hilton et Robert Benchley
- Production : Walter Wanger (non crédité)
- Direction artistique : Alexander Golitzen et Richard Irvine
- Décors : Julia Heron
- Costumes : I. Magnin (en)
- Photographie : Rudolph Maté
  - Osmond Borradaile : (équipe européenne, non crédité)
  - Roy F. Overbaugh : (images additionnelles, non crédité)
- Cameraman : Burnett Guffey (non crédité)
- Son : Frank Maher et Thomas T. Moulton (non crédité)
- Montage : Dorothy Spencer et Otho Lovering
- Musique : Alfred Newman
  - David Buttolph et Gene Rose : (musiques additionnelles, non crédités)
  - Conrad Salinger et Edward B. Powell : (orchestration, non crédités)
- Effets spéciaux : William Cameron Menzies et Lee Zavitz (non crédité) 
  - Louis R. Loeffler : (montage, non crédité)
- Société de production : Walter Wanger Productions
- Société de distribution : United Artists
- Pays d'origine :  États-Unis
- Format : noir et blanc - 35 mm -  1,37:1 - son mono (Western Electric Mirrophonic Recording)
- Langue : anglais - hollandais - letton - allemand
- Genre : espionnage
- Durée : 119 minutes
- Dates de sortie : 
  - États-Unis : 16 août 1940 (première), 27 août 1940 (New York)
  - Canada : 29 août 1940
  - Royaume-Uni : 11 octobre 1940
  - Belgique : 13 septembre 1946
  - France : 29 octobre 1948

## Distribution

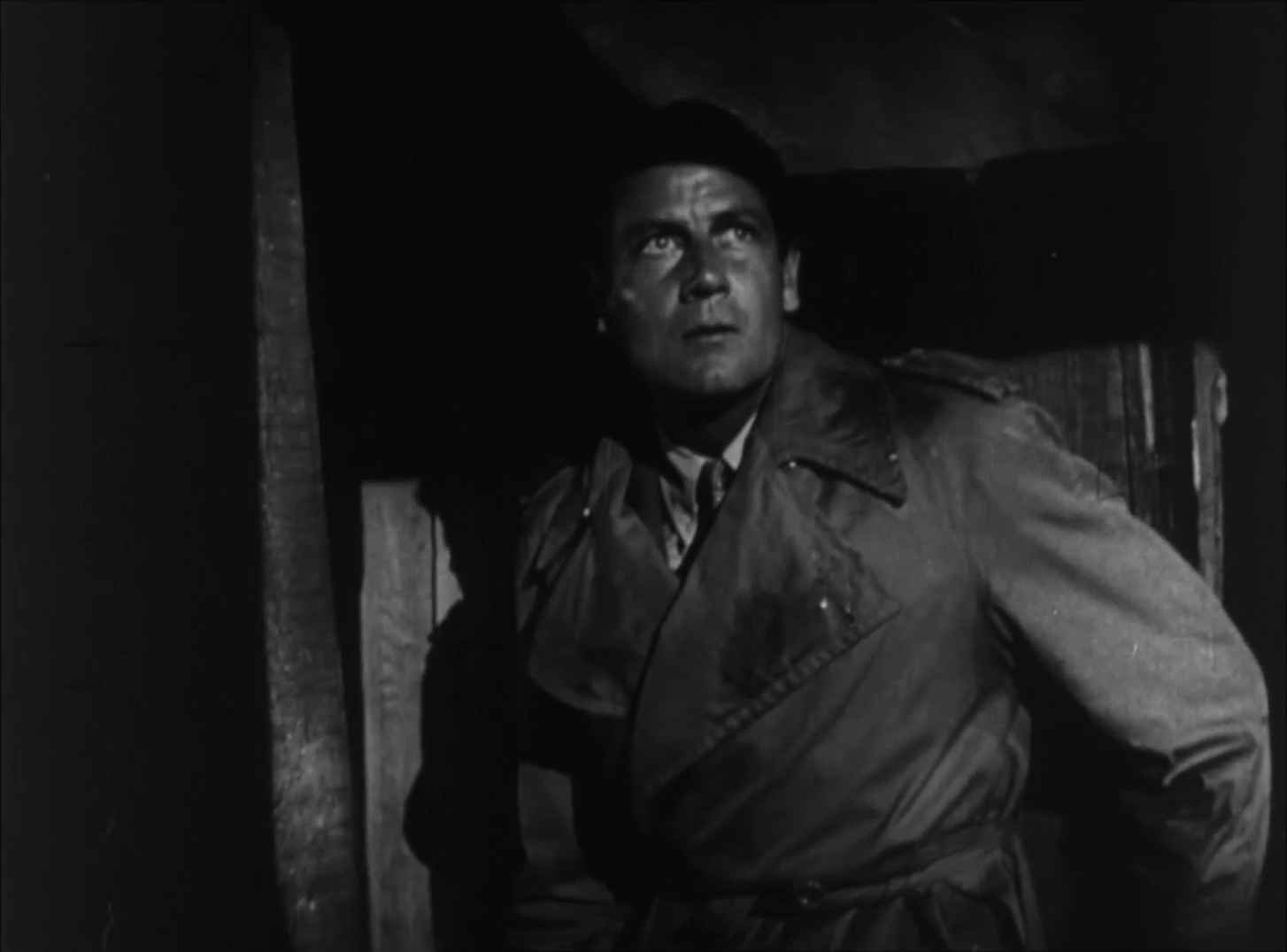
Joel McCrea.

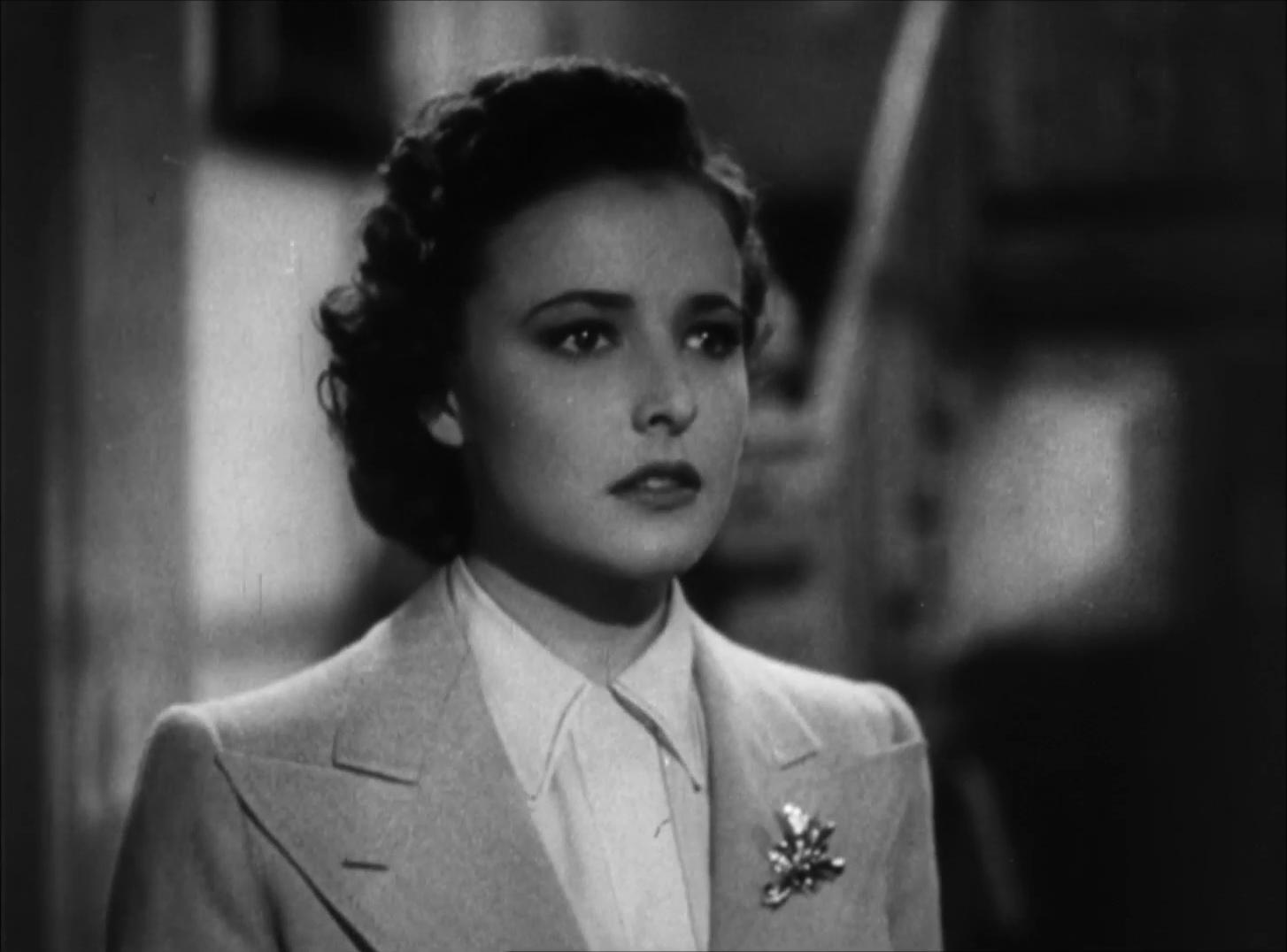
Laraine Day.

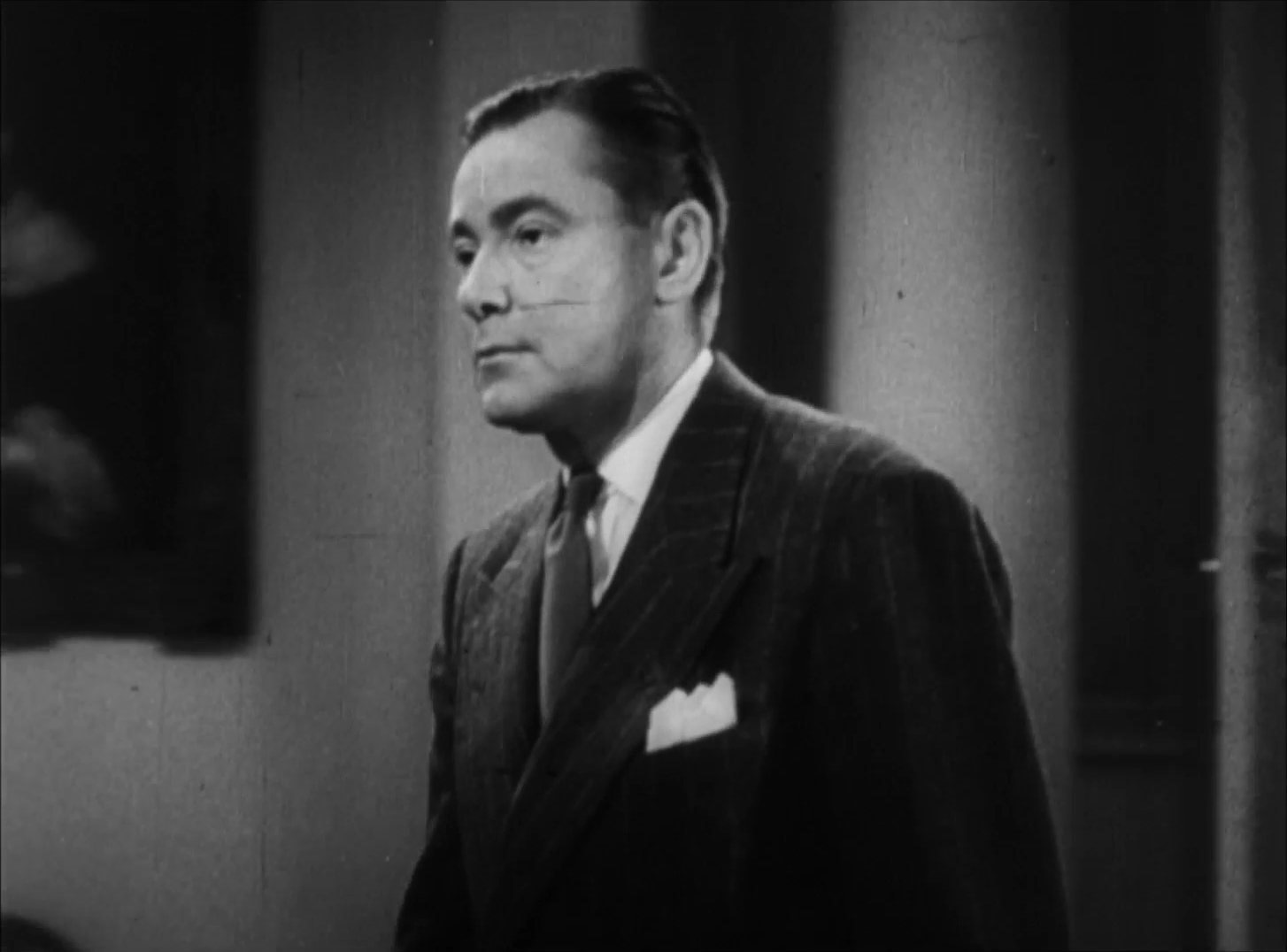
Herbert Marshall.

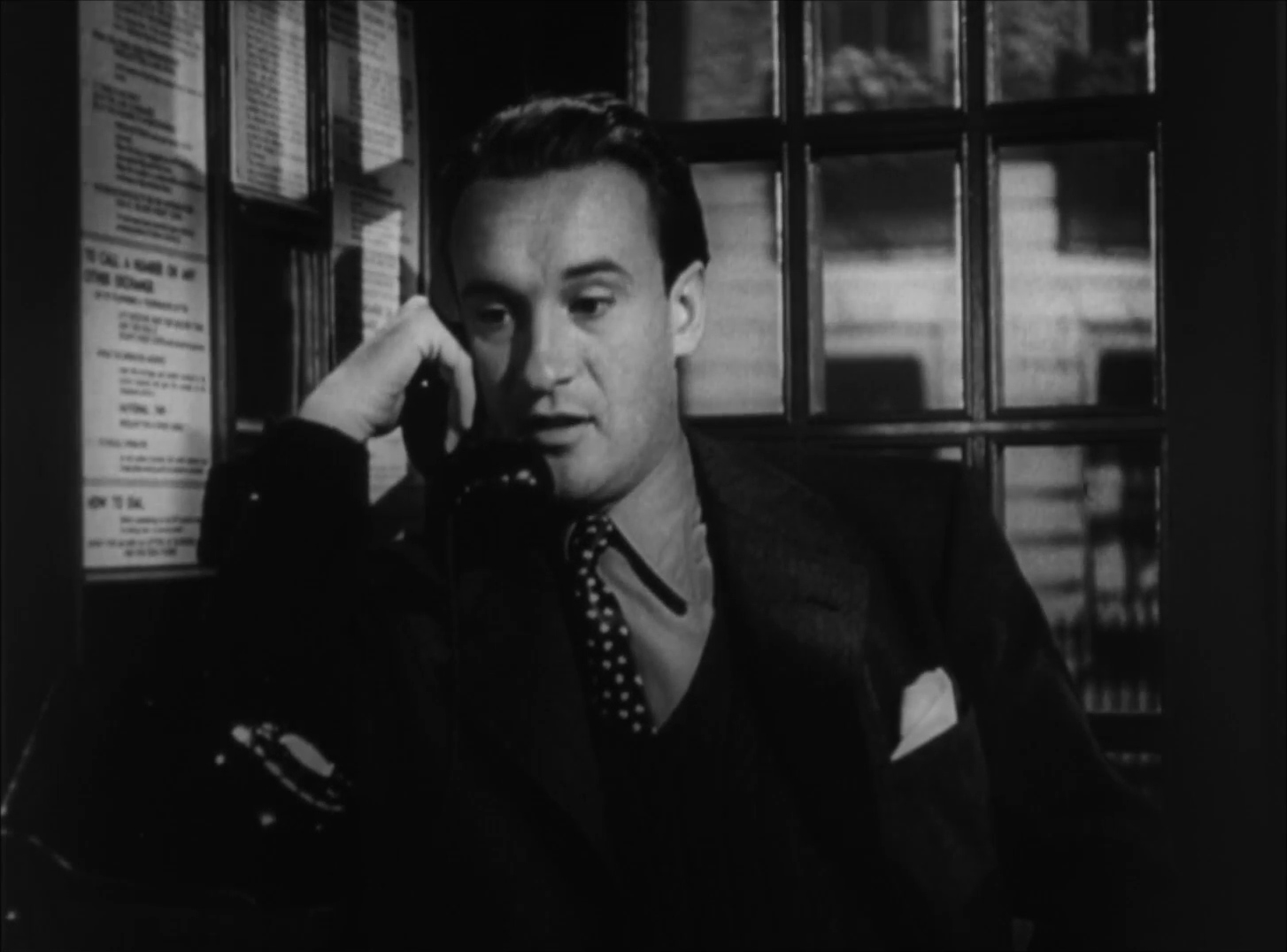
George Sanders.

- Joel McCrea (VF : Claude Bertrand) : John Jones / Huntley Haverstock
- Laraine Day (VF : Sylvie Deniau) : Carol Fisher
- Herbert Marshall (VF : Richard Francœur) : Stephen Fisher
- George Sanders (VF : Michel Gudin) : Scott Ffolliott
- Albert Bassermann (VF : Allain Dhurtal) : Van Meer
- Robert Benchley (VF : Émile Duard) : Stebbins
- Edmund Gwenn : Rowley
- Eduardo Ciannelli : Mr. Krug
- Harry Davenport (VF : Jacques de Féraudy) : Mr. Powers
- Martin Kosleck : le faux vagabond
- Frances Carson : Mme Sprague
- Ian Wolfe : Stiles
- Charles Wagenheim : l'assassin
- Eddie Conrad : le Letton
- Charles Halton (VF : Maurice Dorléac) : Bradley
- Barbara Pepper : Dorine
- Emory Parnell : John Mark, le capitaine du Mohican
- Roy Gordon : Mr. Brood
- Gertrude Hoffmann : Mme Benson
- Holmes Herbert : le délégué-adjoint
- Leonard Mudie : Inspecteur McKenna
- Barry Bernard : un steward

Et, parmi les acteurs non crédités :
- E. E. Clive : Mr. Naismith
- Gino Corrado : un serveur au déjeuner
- Maurice Costello
- Harry Depp : l'oncle Buren
- Helena Phillips Evans : Mme Stiles
- James Finlayson : le paysan hollandais
- George B. French
- Alexander Granach : un valet de chambre
- Otto Hoffman : le télétypiste du New York Globe
- Paul Irving : Dr. Williamson
- Colin Kenny : un médecin
- Crauford Kent : le maître de cérémonie
- Joan Leslie : la sœur de Jones
- Eily Malyon : la réceptionniste de l'hôtel
- Jane Novak : Mlle Benson
- Dorothy Vaughan : la mère de Jones
- Mary Young : la tante Maude
- Alfred Hitchcock : un homme avec un journal dans la rue

Version française réalisée aux studios de Saint-Maurice par la société Image-Titre-Son (ITS), dialogues : Claude-Jean Bonnardot, direction artistique : Maurice Dorléac

## Autour du film
- Caméo d'Hitchcock : à la 11e minute (13e en version originale), marchant dans la rue en lisant un journal lorsque Joel McCrea quitte l'hôtel.
- L'orthographe du nom de ffolliott (deux f minuscules) n'est pas une erreur mais un snobisme que le personnage, joué par George Sanders, explique dans la scène où Jones et lui poursuivent l'assassin de Van Meer.
- Comme le souligne Jean-Loup Bourget (Fritz Lang, Ladykiller, Éditions Puf, 2009, page 212), le film en entier fait fortement penser au film Les Espions de Fritz Lang, ce qui est logique selon Claude Chabrol car « Quatre-vingt-dix pour cent de Hitchcock vient des Espions ».
- Après la fin du tournage le 29 mai 1940, Hitchcock se rend en Angleterre. Il en revient le 3 juillet et annonce que les bombardements allemands sur Londres sont imminents. Ben Hecht est appelé à la hâte pour réécrire la scène finale. Elle est filmée le 5 juillet. Les véritables bombardements commencèrent le 10 juillet 1940.
- Albert Bassermann (qui joue le diplomate néerlandais Van Meer) était allemand et ne parlait pas un mot d'anglais. Il apprit tout son texte de manière phonétique. Il sera le seul comédien du film à être nommé aux Oscars.
- Hitchcock voulait Gary Cooper pour le rôle principal mais celui-ci ne souhaitait pas tourner dans un thriller. Plus tard, Cooper avouera au réalisateur qu’il avait commis une erreur en refusant le film. Clark Gable déclina le rôle également.
- Hitchcock désirait à l'origine Joan Fontaine pour le rôle principal féminin. Mais David O. Selznick refusa de la prêter à Walter Wanger Productions pour ce film.
- Une équipe du tournage se rendant de Londres à Amsterdam en bateau perdit tout son matériel dans le torpillage du navire.
- La musique utilisée par les Allemands pour torturer Van Meer est Harlem Congo de Chick Webb.
- Joseph Goebbels, le ministre de la propagande nazie, appréciait beaucoup le film qu'il qualifia de « chef-d'œuvre de la propagande, une production de première classe qui fera sans aucun doute impression sur les larges masses du peuple dans les pays ennemis »[2].
- La copie française du film[3] est amputée de 17 minutes par rapport à l'originale[4]. Parmi les six scènes manquantes : la réunion de famille sur le paquebot avant le départ de Jones pour l'Angleterre, la discussion entre Jones et Fisher en haut des marches avant l'assassinat de Van Meer, Jones tentant de se faire comprendre par la police hollandaise, Jones et Carol essayant de louer une cabine sur le paquebot qui les ramène en Europe, ffolliott demandant l'aide de son frère commissaire et Van Meer à l'hôpital avant la déclaration de guerre.
- Dans la copie française, l'article de presse relatant la chute d'un homme du haut du clocher de la cathédrale de Westminster de Londres est improprement illustré par une photo de l'abbaye de Westminster (contrairement à la version originale).